# Шергова, Ксения Александровна
Ксе́ния Алекса́ндровна Ше́ргова (род. 27 апреля 1952, Москва) — советский и российский кинорежиссёр — документалист.

## Биография
В 1974 году окончила режиссёрский факультет ВГИК (отделение режиссуры документального кино и телефильма). С 1974 по 1976 год и с 1989 по 1992 год — режиссёр документальных фильмов и телепрограмм в Агентстве печати «Новости». В 1976—1989 годах — режиссёр Студии документальных фильмов Творческого объединения «Экран». С 1992 года сотрудничает с телевидением BBC, агентством Reuters, различными телеканалами. С 1998 года преподаёт во ВГИКе и других вузах, с 2008 года заведует кафедрой режиссуры Академии медиаиндустрии (Институт повышения квалификации работников телевидения и радиовещания). Кандидат искусствоведения, доцент. Режиссёр более 50 документальных фильмов для телевидения. Обладатель призов международных и отечественных фестивалей. Член Союза кинематографистов России. Член Академии Российского телевидения, Международной академии ТВ.

## Семья
- Отец: А. Я. Юровский, профессор МГУ.
- Мать: Г. М. Шергова, кинодраматург, писатель.
- дочь Екатерина Шергова (род. 1975), журналист, директор БФ «Подари жизнь»
- дочь Лёля Шергова (род. 1979), исследователь медиа

## Награды
Награждена Почётной грамотой Президента Российской Федерации